# مفكر الشرقي
مفكر الشرقي قرية تتبع منطقة سلمية في شرق محافظة حماة في سورية.